# Elias Adam Papius
Elias Adam Papius (unter anderem auch Adam Elias Papius; * 1722 in Aub; † 1778) war ein deutscher Mediziner und Botaniker. Er wirkte von 1752 bis zu seinem Tod als Professor der Botanik an der Universität Würzburg.

## Leben
Papius entstammte einer angesehenen Familie aus Würzburg, zu der auch Philipp Heinrich Papius gehörte, der als Administrationsrat und von 1829 bis 1840 als Oberpfleger des Juliusspitals tätig war. Einer seiner Vorfahren war Peter von Pape, der 1604 als Professor jurium von Maaseik in Limburg nach Würzburg berufen worden war. Papius studierte an den Universitäten in Würzburg und Leiden Philosophie bis zum Magistergrad und absolvierte am 31. Mai die erste und am 2. September 1748 die zweite Prüfung in Medizin. Am 7. Dezember wurde er promoviert. Er wurde Leibarzt des Fürstbischofs Adam Friedrich und wirkte seit 1752 als Nachfolger seines Lehrers Lorenz Anton Dercum als ordentlicher Professor für Botanik an der Medizinischen Fakultät und Fakultätsdekan sowie Vorstand des Botanischen Gartens im Juliusspital an der Universität Würzburg. Papius setzte sich für das Studium der Naturlehre ein. Er legte seinen Vorlesungen und botanischen Demonstrationen bereits die neue Linnésche Pflanzensystematik zugrunde.
Der Arzt und Philosoph Melchior Adam Weikard war sein Schüler. Sein Nachfolger als ordentlicher Professor der Botanik und Vorstand des Botanischen Gartens wurde von 1779 bis 1782 Ignaz Bartholomäus Stang (auch Ignatz Barthel Stang), Sohn des Anatomen und Chirurgen Georg Christoph Stang, Schwager von dessen Nachfolger Karl Kaspar von Siebold und Professor für Materia medica seit 1772.
Herkunft und Familie
Peter von Pape[n], genannt Papius (* 1556; † 26. August 1626), Professor der Rechte und fürstlicher Rat zu Würzburg, war sein Urgroßvater. Er stammte von den adeligen Erbsälzern ab und war ein Sohn von Christoph von Papen († 1611), Herr auf Westrich und Scheidingen.
Papius war mit Maria Josepha (geborene Vogel, † 1812) verheiratet, die eine Tochter des Hofkammerrats Peter Johann Vogel war. Er hatte einen Bruder Gundisalvus (eigentlich Ludwig Ignaz) Papius (1727–17. Dezember 1799), der Prior des Augustinerklosters und Stadtpfarrer in Münnerstadt war.

## Schriften
- Dissertatio Inauguralis Medica de febribus inflammatoriis in genere. Würzburg 1748 (reader.digitale-sammlungen.de).